# Adriaen Isenbrant

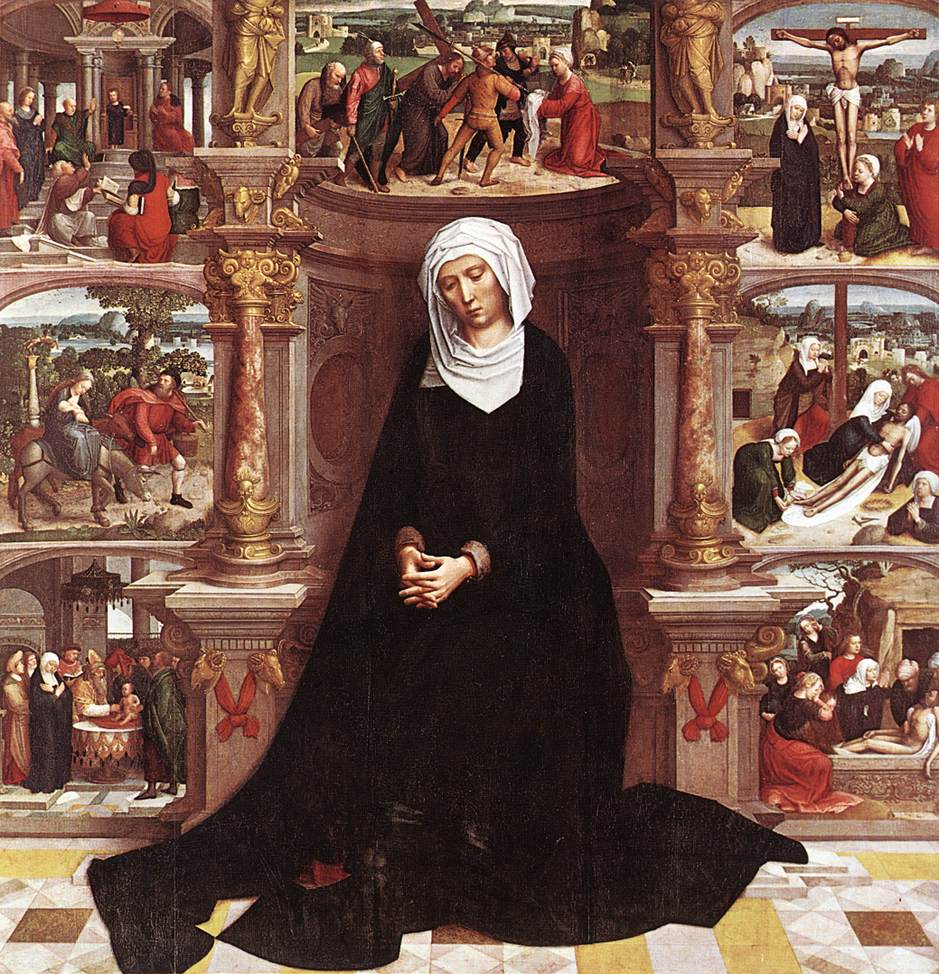
Sette dolori di Maria

Adriaen Isenbrant (1480-1490 circa – Bruges, luglio 1551) è stato un pittore fiammingo.

## Biografia
Si formò probabilmente ad Anversa e nel 1510 il suo nome compare tra i nuovi iscritti alla corporazione dei maestri pittori di Bruges, la Gilda di San Luca. In questa città svolse la maggior parte della sua opera quale stimato interprete nella fase di passaggio tra quella dei Primitivi fiamminghi e quella del pieno Rinascimento, arrivando a occupare anche vari incarichi onorari per la sua gilda.
Con Ambrosius Benson fu l'ultimo pittore di rilievo a contribuire alla cosiddetta scuola di Bruges, nella città destinata ormai a un lento e inesorabile declino per l'insabbiarsi del porto, un tempo tra i più fiorenti d'Europa. 
Il suo stile è caratterizzato da opere gentili e piacevoli, sviluppando l'esempio di Hans Memling, e riprendendo spunti da idee altrui, piuttosto che apportando novità di propria inventiva. Fu un modello per lui soprattutto Gerard David, l'artista più di spicco a Bruges in quegli anni. Alcuni studi indicavano quest'ultimo come maestro di Isenbrant, sebbene ciò non sia stato provato, per cui oggi si ritiene che si trattò più verosimilmente di un'ispirazione generale, non legata a rapporti di discepolato. 
Molto scarsi sono i lavori firmati o documentati di Isenbrant, per cui il suo catalogo è stato ricostruito per lo più sulla base di attribuzioni legate a dati stilistici, a partire dall'opera centrale della Madonna dei sette dolori, un dittico oggi diviso tra la chiesa di Nostra Signora e il Groeningemuseum. Si è creato così un ampio numero di dipinti a lui riferibili, in cui le discrepanze qualitative sono da attribuire al vasto numero di assistenti di cui si dovette avvalere.
In Italia è conservato il trittico con episodi della vita di San Pancrazio, all'interno della chiesa di San Pancrazio a Genova.